# جوي خوري
جوي خوري (من مواليد 17 يناير عام 1988) هي ممثلة لبنانية وُلدت ونشأت في بيروت بلبنان.

## التعليم
بدأت جوي تجربتها في التمثيل في سن العاشرة، حيث بدأت في التمثيل في المسرحيات المدرسية ثم شاركت لاحقًا في العديد من مسابقات التمثيل والرقص في جميع أنحاء البلاد، وازداد اهتمامها بالفنون الإبداعية وصناعة الأفلام طوال سنوات مراهقتها. وكتبت في سن الثانية عشرة مسرحية وأخرجتها. قامت جوي بجمع أصدقائها وقاموا بالعزف لبقية الحي. كلّفها مدرس المسرح الفرنسي الذي أُعجب بعملها بكتابة وإخراج المسرحيات المدرسية للسنوات الثلاث القادمة. درست الأدب الفرنسي في الجامعة اللبنانية للآداب والفلسفة، ثم تخصصت في التصوير السينمائي في جامعة الكفاءات في لبنان.

## المسلسلات التلفزيونية
بعد بضع سنوات من عملها خلف الكاميرا كمنتجة تنفيذية ومخرجة، حصلت جوي على عدة أدوار صغيرة في المسلسلات التلفزيونية، وشقت طريقها ببطء نحو الأدوار الرئيسية في مسلسل عشق النساء" وعلاقات خاصة. يصنّف المسلسلان ضمن المسلسلات القومية العربية، وجمعا ممثلين من جميع أنحاء الشرق الأوسط، مما جعلها معروفة للمشاهدين في جميع أنحاء العالم العربي.
استمرت أدوارها الرئيسية في العديد من المسلسلات المحلية والقومية، أبرزها أول نظرة، والمحرومين، وصرخة روح، وشوق، ومذكرة عشيقة سابقة، ومدرسة الحب، وعندي قلب، هواء أصفر  وغيرها.

## الأفلام
كان أول فيلم روائي طويل لها هو أترك قلبي في لبنان (2017)، من إخراج بني سيتياوان، وإنتاج تي في سلالاهي. أخذت دروسًا مكثفة في اللغة الإندونيسية لمدة ست ساعات يوميًا لمدة شهر، بالإضافة إلى جلسات تدريبية مع بقية الممثلين خلال مرحلة ما قبل الإنتاج.

## الجوائز
حصلت جوي خوري على عدة ترشيحات لجائزة "أفضل ممثلة لبنانية" و"أفضل ممثلة لبنانية مساعدة" على مدار مسيرتها المهنية. وفي عام 2016، فازت بجائزة الموريكس دور كظاهرة العام في عام 2016.

## النشاط
تعاونت خوري مع مركز أم النور لإعادة تأهيل مدمني المخدرات في لبنان، حيث ألقت كلمة لرفع مستوى الوعي حول مخاطر تعاطي المخدرات بين الشباب في حدث خيري في زيتونة باي.
وتبرعت في عام 2016 ببعض ممتلكاتها في مزاد علني على وسائل التواصل الاجتماعي؛ لجمع الأموال لمنظمة حماية، وهي منظمة غير حكومية تعمل على حماية الأطفال المعتدى عليهم.
وعندما سُئلت عن الحزب السياسي الذي تدعمه، أجابت أنا أدعم كل طفل مجبر على العمل، وكل طفل يتعرض لعمالة الأطفال؛ لأن هؤلاء هم من يحتاجون إلى دعمنا، إذ يحتاج الأطفال إلى حمايتنا ونحن لا نقدمها لهم.

## روابط خارجية
- الموقع الرسمي
- جوي خوري في قاعدة بيانات الأفلام على الإنترنت